# Леопольд I (маркграф Австрии)
Леопольд I (нем. Leopold I, Liutpold I, Luitpold I; умер 10 июля 994, Вюрцбург) — первый маркграф Австрии (976—994) из династии Бабенбергов.

## Биография

### Правление
Леопольд Бабенберг был сподвижником правителя Священной Римской империи Оттона II и участником войн с венграми. После подавления мятежа баварского герцога Генриха II Сварливого против императора, Оттон II в 976 году отделил от Баварии её юго-восточные территории. На приграничной с Венгрией части отобранных у Баварии земель была образована Восточная марка со столицей, по-видимому, в городе Мельк, что на западе современной Нижней Австрии. Леопольд I стал первым её графом.
Главными задачами Леопольда I были охрана границ империи от набегов венгров и расширение территории марки в восточном направлении. К 987 году он расширил границы маркграфства на восток до Венского Леса, а к 991 году, при поддержке баварского герцога Генриха II Сварливого — до реки Фиши.
В условиях ослабления центральной власти в Германии, вызванного восстаниями крупных баронов, многочисленными войнами и борьбой с римскими папами, Восточная марка, находившаяся на периферии империи, быстро добилась фактической независимости, приведшей впоследствии к формированию независимой Австрии, и Леопольд I, таким образом, стал основателем первой её династии — Бабенбергов.
В 994 году Леопольд I отправился в Вюрцбург, чтобы выступить посредником в споре между своим двоюродным братом, маркграфом Швайнфурта Генрихом, и епископом Вюрцбурга Бернвардом, одного из рыцарей которого Генрих схватил и ослепил. На турнире, состоявшемся 8 июля, Леопольд был ранен в глаз стрелой, направленной в его двоюродного брата. Два дня спустя, 10 июля 994 года, Леопольд скончался от ранения.
В 1976 году Австрия праздновала тысячелетие своей истории, которое обычно считается с начала правления Леопольда I в Восточной марке.

### Брак и дети
Жена: Рихарда из Зуалафельдгау, предположительно дочь Эрнста IV (из рода Эрнсте), графа Зуалафельдгау. Дети:
- Генрих I (ум. 1018), маркграф Австрии (с 994)
- Эрнст I (ум. 1015), герцог Швабии (с 1012)
- Адальберт (ум. 1055), маркграф Австрии (с 1018)
- Поппо (ум. 1047), архиепископ Трира (с 1016)
- Луитпольд (ум. 1059), архиепископ Майнца (с 1051)
- Кунигунда
- Кристина, монахиня в Трире
- Гемма, замужем за Ратпото, графом Диссена
- Юдита